# Asencio Point
Der Asencio Point (englisch; spanisch Punta Asencio) ist eine Landspitze auf der Südwestküste der Trinity-Insel im Palmer-Archipel vor der Westküste der Antarktischen Halbinsel. Sie liegt auf der Südostseite der Belimel Bay.
Argentinische Wissenschaftler benannten sie nach Salvador Asencio, Leutnant an Bord der Korvette Uruguay zur Ablösung der Besetzung auf der Orcadas-Station im Jahr 1911.